# 尼科陨石坑
尼科陨石坑（Necho）是月球背面赤道区一座大型撞击坑，约形成于哥白尼纪，其名称取自古埃及第二十六王朝法老尼科二世（公元前610年-前593年），1976年被国际天文学联合会正式批准接受。

## 描述

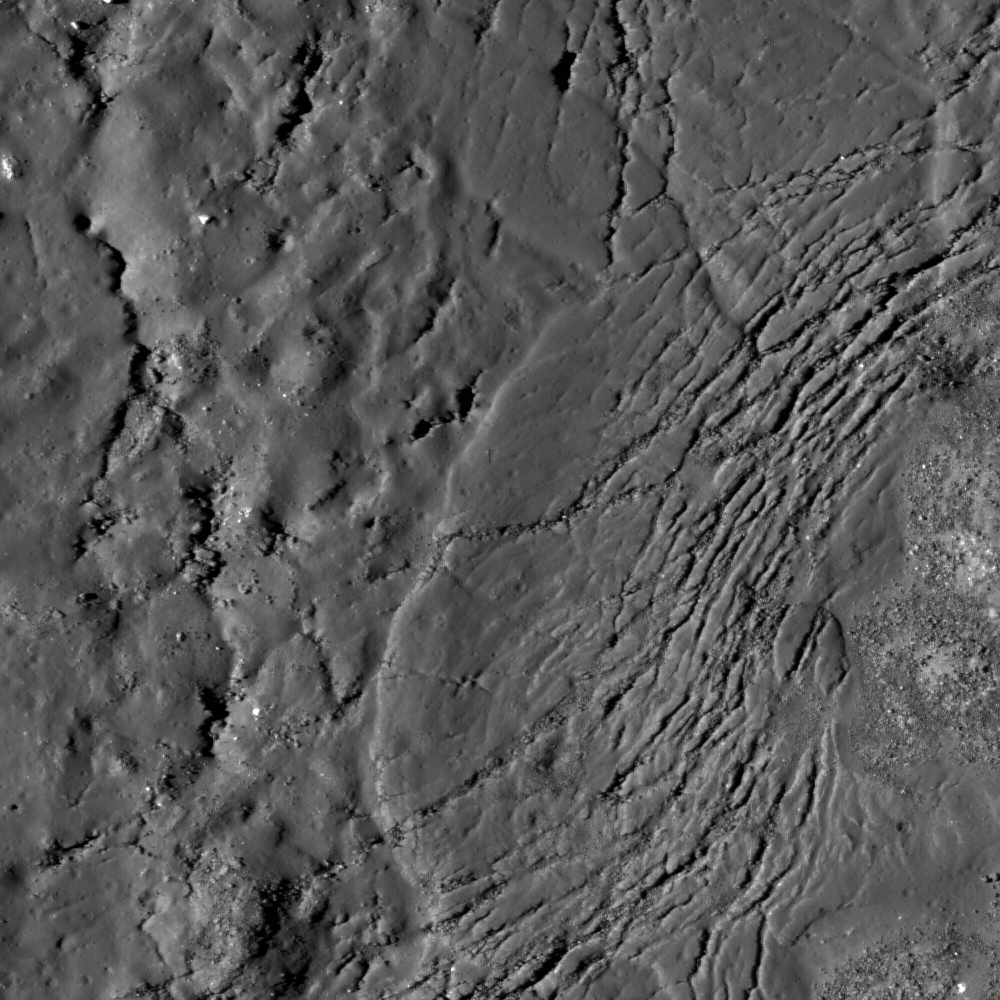
撞击熔化层在尼科陨石坑坑底形成的裂缝，美国宇航局月球勘测轨道飞行器拍摄。

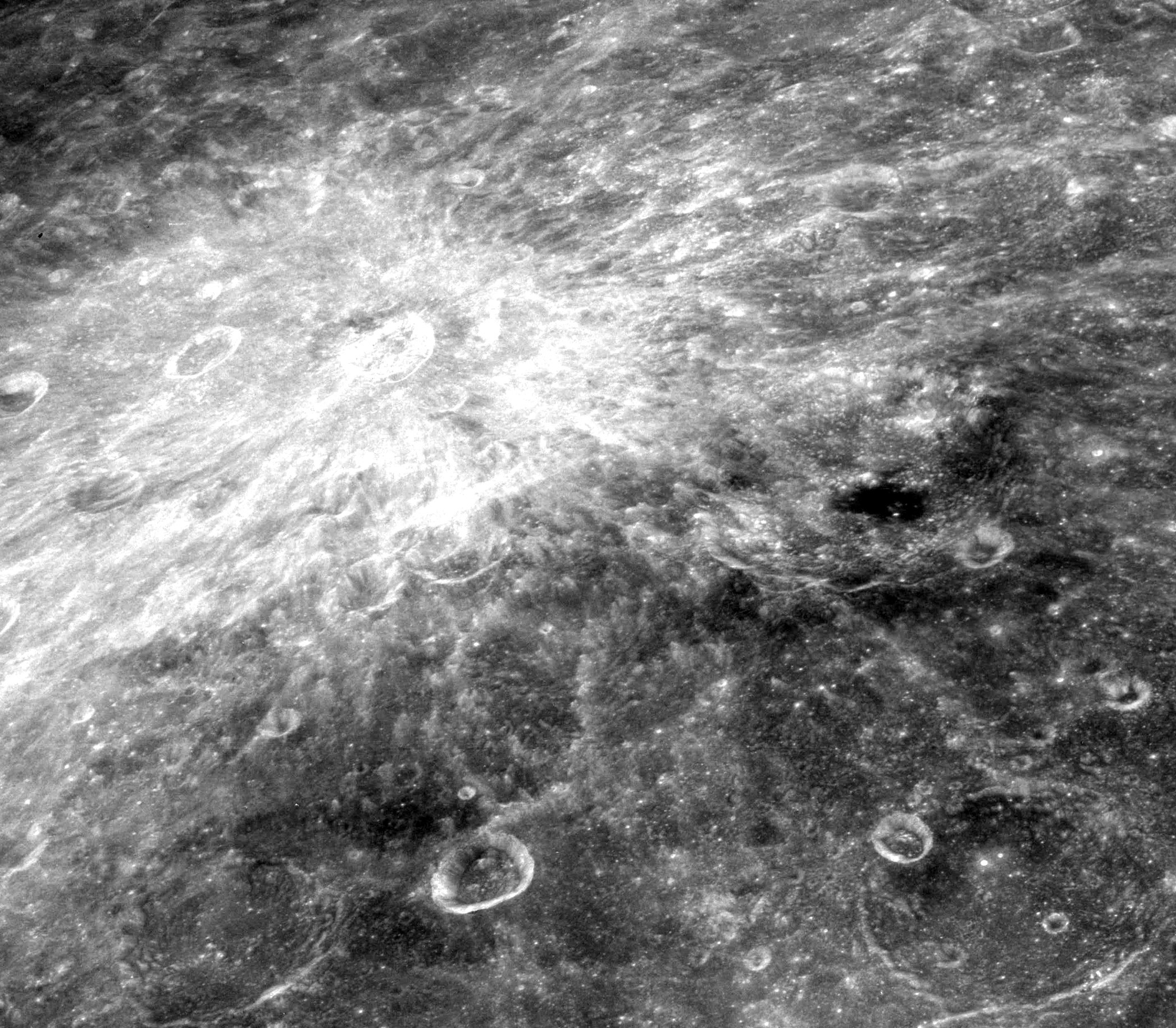
尼科陨石坑的明亮射纹系统，阿波罗8号拍摄的东向斜视图。

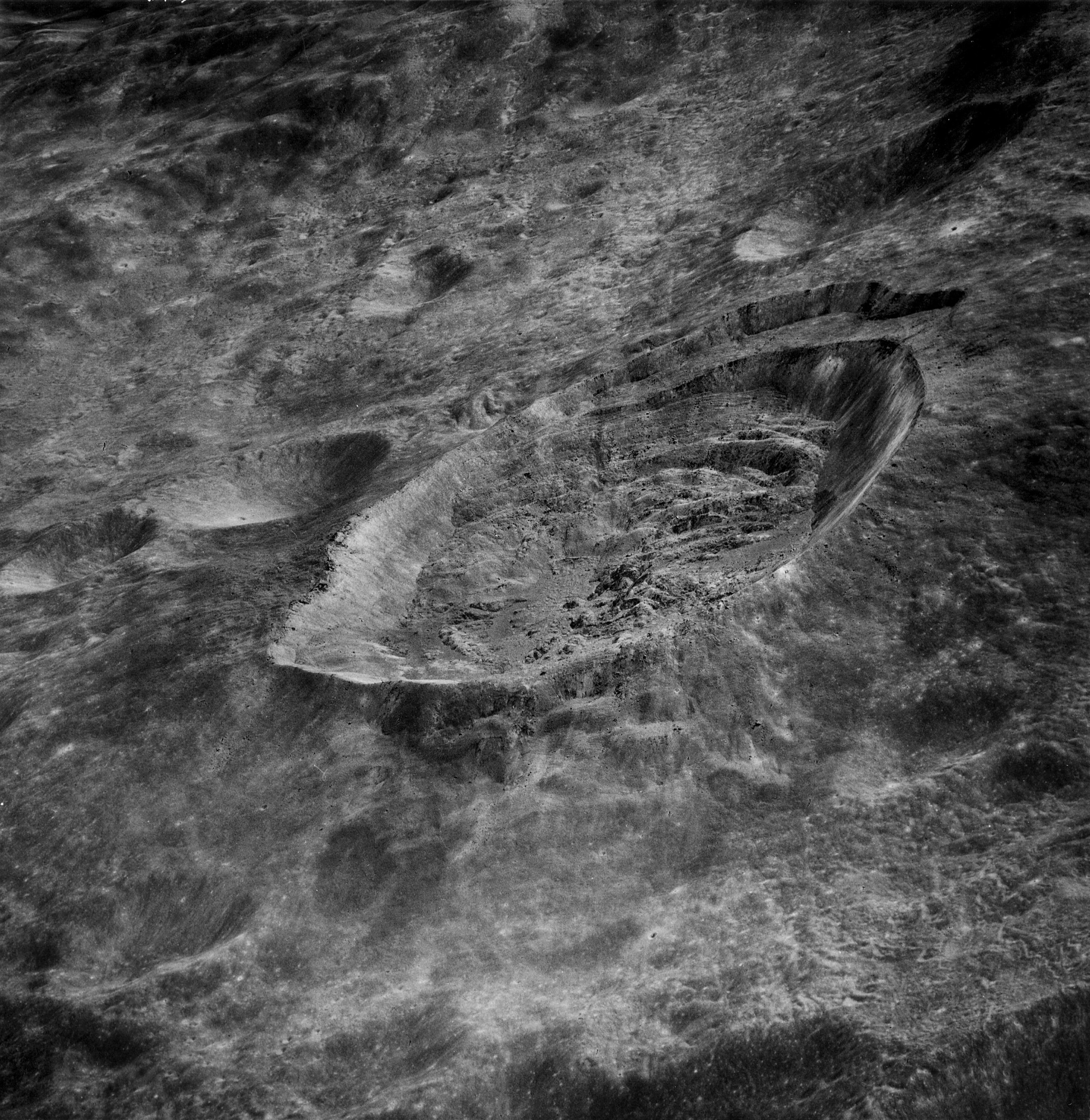
，阿波罗10号拍摄的斜视图

该陨坑西北偏西毗邻维萨里环形山；东北靠近贝奇瓦日环形山；勒夫环形山位于它的东面；东南则坐落着佩列佩尔金环形山；尼科陨石坑的南面和西南分别横亘着丹戎环形山和朗格马克环形山。该陨坑的中心月面坐标为5°15′S 123°14′E / 5.25°S 123.24°E，直径36.9公里，深度为2.0公里。
尼科陨石坑已被侵蚀，其外观呈多边形状，东南侧带有一处小突角。陨坑边缘轮廓清晰，西侧拥有螺旋般重叠的双层内壁。内侧壁坡较为平整，其中西侧内壁带有阶地状结构且较其它各处更宽厚。坑壁平均高出周边地形920米，内部容积约有610立方千米。碗状的坑底及内侧壁反照率较高，除东、北各一小块区域外，坑内地表崎岖不平。由于内侧壁宽度不均，使得坑底地面偏向东面。坑底西部分布着数道平行的弧形山脊；中心点以北坐落着一群中央峰和数座分散的山丘。陨坑形成时所熔化的岩浆，在凝固后形成纵横在坑底表面10-15公里宽的网状裂缝。
尼科陨石坑最独特的方面是环绕它的明亮射纹系统，这一高反照率的溅射层向外延伸至它自身直径数倍远的距离，其中：北面和东北侧散播更宽泛。除此之外，一些零星的射纹束和微弱的亮光层一直辐射至更遥远的地方。正是这一突出的射纹系统和其鲜亮的外观，该陨坑被确定为形成于哥白尼纪代。阿波罗14号飞船上的宇航员曾非正式地称它为光明者（the Bright One）。
尼科陨石坑坐落在一座直径约200公里，已高度退化的无名大陨坑内西南，该无名坑最初是在阿波罗16号任务中所发现并由法鲁克·埃尔巴兹（Farouk El-Baz）报告。尼科一名原本用于该无名坑，但最终该名字被用于更小的尼科陨石坑。

## 卫星陨石坑
按惯例，最靠近尼科陨石坑的卫星坑在月图上以字母标注在该坑中心点的旁边。

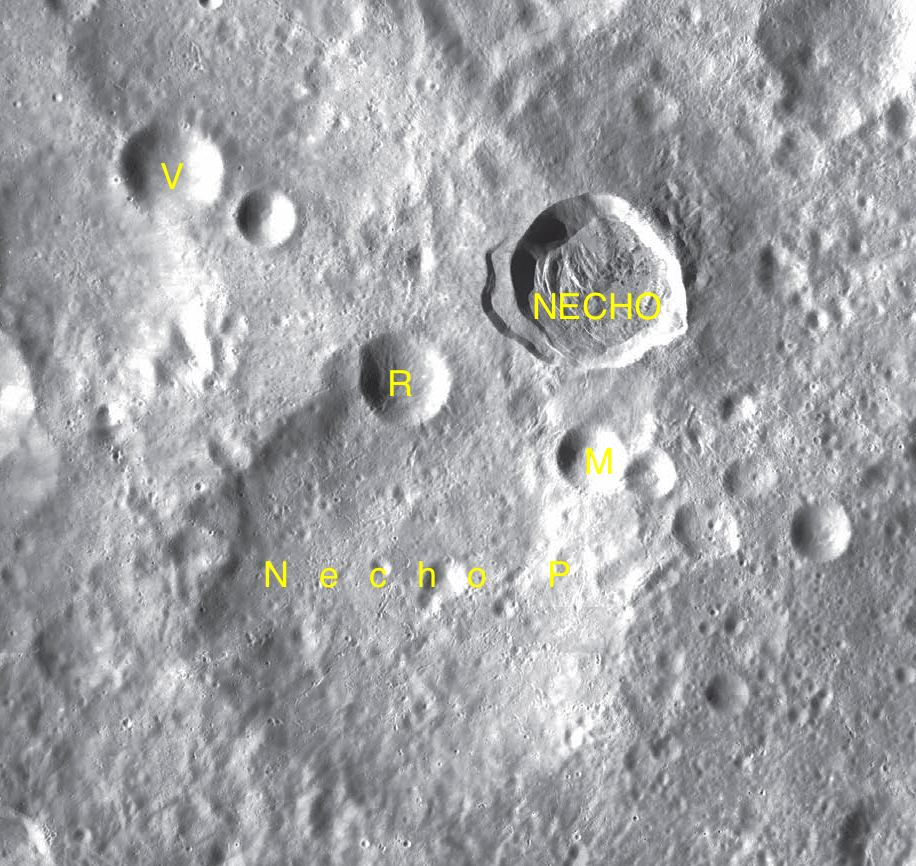
LAC-83 月图

| 尼科 | 纬度   | 经度     | 直径    |
| ---- | ------ | -------- | ------- |
| M    | 6.0° S | 123.1° E | 12 公里 |
| P    | 6.8° S | 122.0° E | 75 公里 |
| R    | 5.6° S | 122.0° E | 18 公里 |
| V    | 4.3° S | 120.6° E | 16 公里 |

- 卫星坑尼科 P形成于前酒海纪。

## 图集

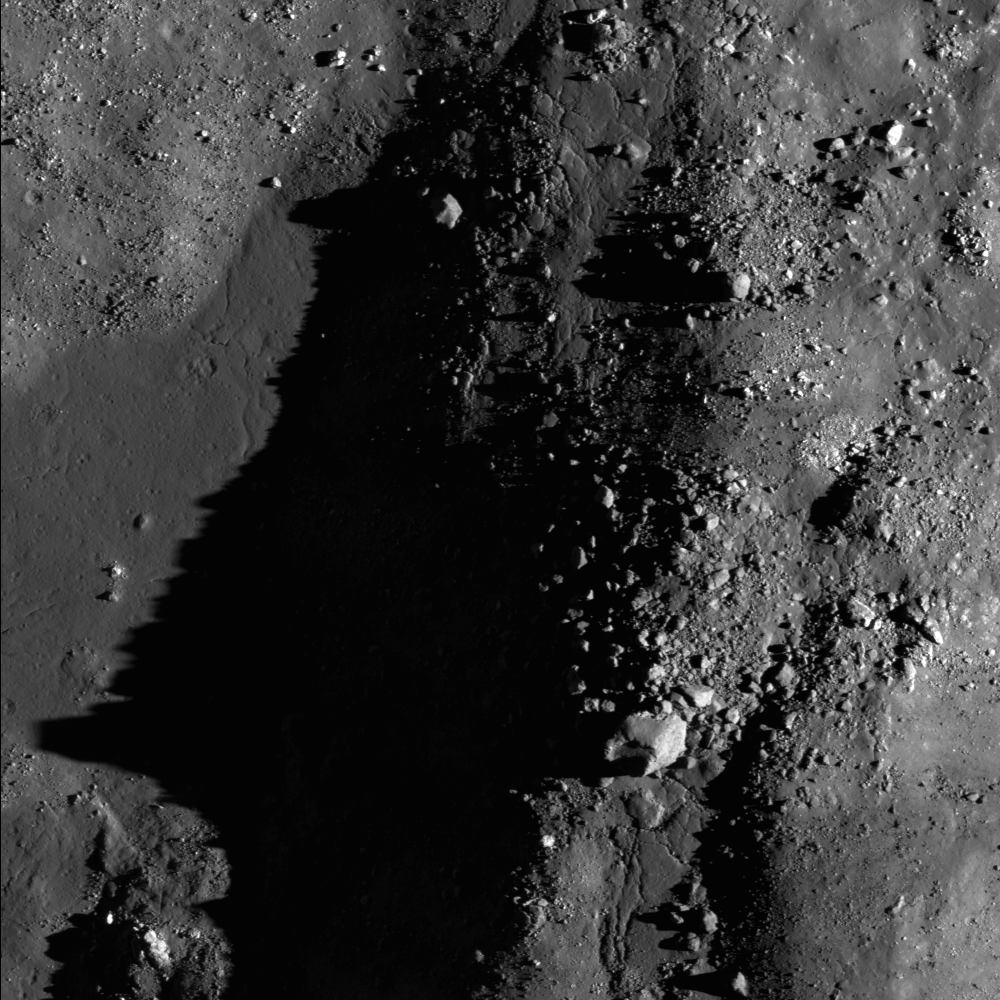
尼科陨石坑坑底西北部细节，月球勘测轨道飞行器拍摄，图像宽度960米。
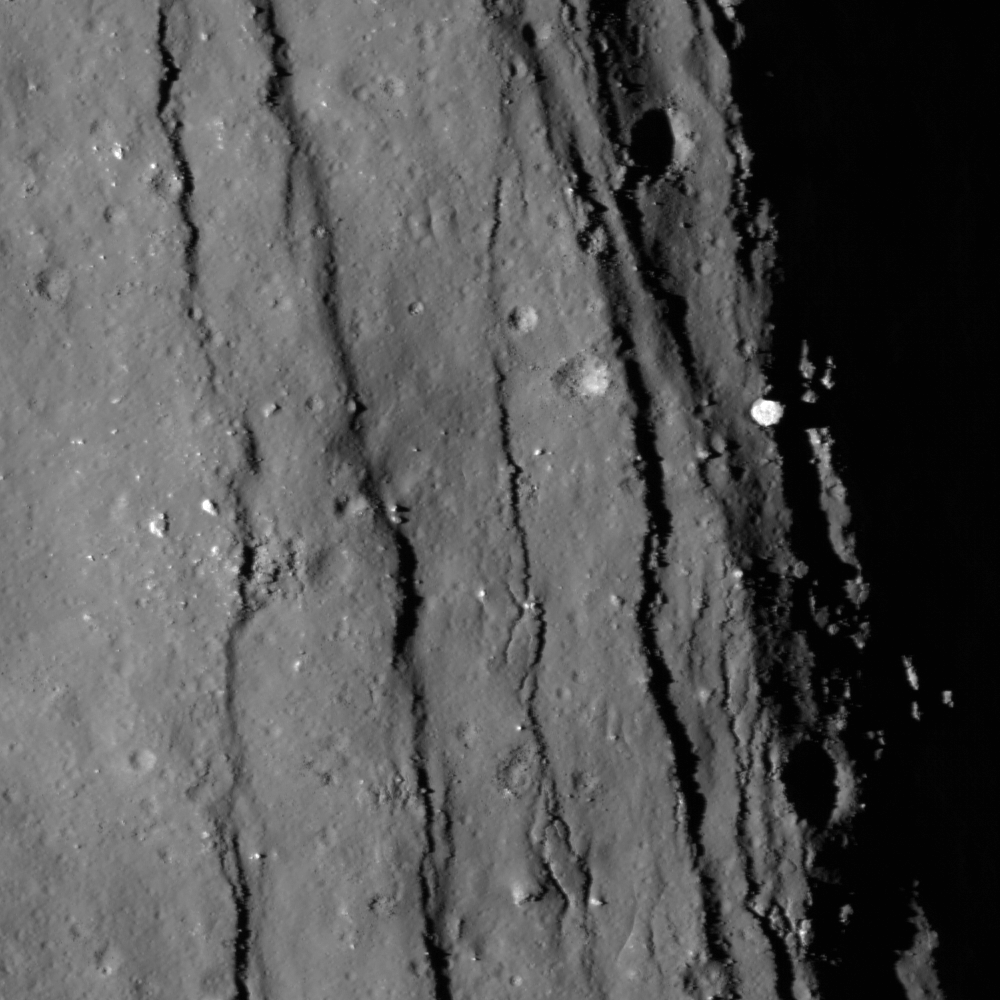
陨坑西侧内壁上的阶地结构，月球勘测轨道飞行器拍摄，图像宽度660米。

## 另请参阅
- Wood, Chuck. . Lunar Photo of the Day. April 27, 2007  [2007-04-27]. （原始内容存档于2007年9月27日）.

- Andersson, L. E.; Whitaker, E. A. . NASA RP-1097. 1982.
- Blue, Jennifer. . USGS. July 25, 2007  [2007-08-05]. （原始内容存档于2018-12-25）.
- Bussey, B.; Spudis, P. . New York: Cambridge University Press. 2004. ISBN 978-0-521-81528-4.
- Cocks, Elijah E.; Cocks, Josiah C. . Tudor Publishers. 1995. ISBN 978-0-936389-27-1.
- McDowell, Jonathan. . Jonathan's Space Report. July 15, 2007  [2007-10-24]. （原始内容存档于2018-12-25）.
- Menzel, D. H.; Minnaert, M.; Levin, B.; Dollfus, A.; Bell, B. . Space Science Reviews. 1971, 12 (2): 136–186. Bibcode:1971SSRv...12..136M. doi:10.1007/BF00171763.
- Moore, Patrick. . Sterling Publishing Co. 2001. ISBN 978-0-304-35469-6.
- Price, Fred W. . Cambridge University Press. 1988. ISBN 978-0-521-33500-3.
- Rükl, Antonín. . Kalmbach Books. 1990. ISBN 978-0-913135-17-4.
- Webb, Rev. T. W.  6th revised. Dover. 1962. ISBN 978-0-486-20917-3.
- Whitaker, Ewen A. . Cambridge University Press. 1999. ISBN 978-0-521-62248-6.
- Wlasuk, Peter T. . Springer. 2000. ISBN 978-1-85233-193-1.